# Stanisław Klemens Dogiel

Herb Trąby. T. Gajl, Herbarz polski, Gdańsk 2007

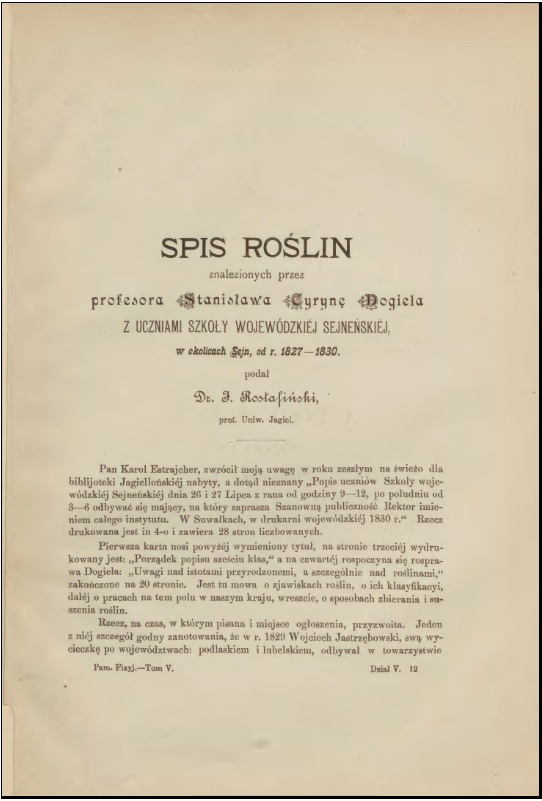
Strona tytułowa artykułu zawierającego pracę Stanisława Dogiela. "Pamiętnik Fizyjograficzny" 1885, t. 5

Stanisław Klemens Dogiel (Cyryna), herbu Trąby (ur. 22 lub 25 listopada 1795 r. w zaścianku Dogiele (nazywane też Łyczków), w powiecie lidzkim, guberni grodzieńskiej, zm. 3 marca 1863 r. w Szypliszkach) – nauczyciel-przyrodnik, uważany za "znawcę flory Suwalszczyzny".

## Życiorys
Urodził się we wsi Dogiele nazywanej też Łyczków, w ówczesnej guberni grodzieńskiej, w rodzinie Józefa Dogiela i Elżbiety z Prokopowiczów. Początkowo wykształcenie zdobywał w niedalekim Szczuczynie. Następnie w wieku lat 15 (w 1810 r.) został wysłały do klasztoru pijarów w Nowym Dolsku-Lubieszowie. Dwuletni pobyt (1810-1812 r.) zakończył złożeniem ślubów zakonnych. Przyjął wówczas imię Maciej. Stąd został skierowany do klasztoru w Dąbrowicy, gdzie przez kolejne dwa lata przygotowywał się do podjęcia studiów przyrodniczych. W 1815 r. wstąpił na Uniwersytet Wileński, który ukończył w 1816 r. Po zdaniu egzaminów z nauk matematyczno-przyrodniczych uzyskał dyplom kandydata filozofii.
Przez kolejne cztery lata pracował jako nauczyciel w Szczuczynie, następnie przez dwa lata wykładał fizykę, chemię i przyrodę w szkole w Drohiczynie. W 1821 r. w życiu Stanisława Dogiela nastąpiły poważne zmiany – przeniósł się do Kongresówki, porzucił stan zakonny. W Warszawie zdał egzamin nauczycielski i do 1826 r. pracował jako nauczyciel przyrody w Szkole Wojewódzkiej w Łukowie. W tym też czasie (1822 r.) ożenił się z Anną z Zimnochów (1798-1872), z którą miał pięcioro dzieci: córki – Kamillę (1826-1880), Bronisławę (1829-1892), Stanisławę oraz synów – Konstantego Kornela Cyriaka (1827-1868) i Karola (ok. 1823-1863 r.)
Od 1826 r. podjął pracę w Szkole Wojewódzkiej w Sejnach, gdzie uczył języka łacińskiego, greckiego oraz literatury polskiej. W roku szkolnym 1826-1827 Dogiel jako zastępca profesora wykładał w klassie I. arytmetyki godzin 4., w klassie II. fizyki godzin 1., geometryi godzin 2., historyi naturalney godzin 2., fizyki w klassie III. godzin 2., geometryi godzin 2., historyi naturalney w klassie IV. godzinę 1., w klassie V. godzinę 1., geografii astronomiczney w klassie VI. godzin 2.
Na sejneński okres jego życia przypada rozwój zainteresowań florą Sejneńszczyzny. Wraz z uczniami, podczas wycieczek szkolnych, zbierał okazy tutejszych roślin, których blisko 185 przesłał w 1829 r. do warszawskiego (powstałego przy Uniwersytecie Warszawskim) Ogrodu Botanicznego na ręce profesora Michała Szuberta. Plonem wycieczek szkolnych (w latach 1827-1830) był również opis miejscowej flory zawierający informacje o 434 gatunkach roślin. Praca ta została opublikowana w sprawozdaniu szkolnym z 1830 r.
Po upadku Powstania Listopadowego władze rosyjskie zamknęły Szkołę Wojewódzką w Sejnach zaś Dogiel otrzymał zakaz nauczania z powodu negatywnej opinii o lojalności politycznej, wydanej przez augustowskiego naczelnika wojennego.
Od 1833 r. objął stanowisko poczthaltera i expedytora na stacji pocztowej w Szypliszkach. Stacja znajdowała się na trakcie kowieńskim, między Suwałkami a Kalwarią. Został też właścicielem osady czynszowej nazywanej Moskiewszczyzną.
W latach czterdziestych prowadził w dalszym ciągu współpracę z prof. Szubertem, kontynuując swoje badania nad szatą roślinną Suwalszczyzny. Aktywnie też uczestniczył w życiu miejscowego ziemiaństwa, m.in. brał udział w zbiórce funduszy na Instytut Muzyczny w Warszawie, pracował na rzecz Towarzystwa Rolniczego. Aleksander Połujański w swoich "Wędrówkach po Guberni augustowskiej.." pisze: Właściciel Moskiewszczyzny oddany jest naukom przyrodzonym i ma zamiar swą pracę przez druk oddać na użytek publiczny, o co go upraszamy. Nie tylko światło nauki właściciela tej kolonii, ale położenie jej powabne i gościnność gospodarza, często tu wabią gości z Suwałk i okolic; najwięcej zaś ożywia się Moskiewszczyzna w dzień Ś-go Stanisława, dla uczczenia imienia tego zacnego męża.
Stanisław Klemens Dogiel zmarł 3 marca 1863 r. w Szypliszkach. Pozostałą po zmarłym Moskiewszczyznę najpierw oddano w dzierżawę (za 350 rubli rocznie), aby w 1872 r. sprzedać za 4500 rubli Wolfowi i Lejzorowi Kirsniańskim. Poczthalterię natomiast wyłączono ze spadku i przekazano w całości Annie Dogielowej.

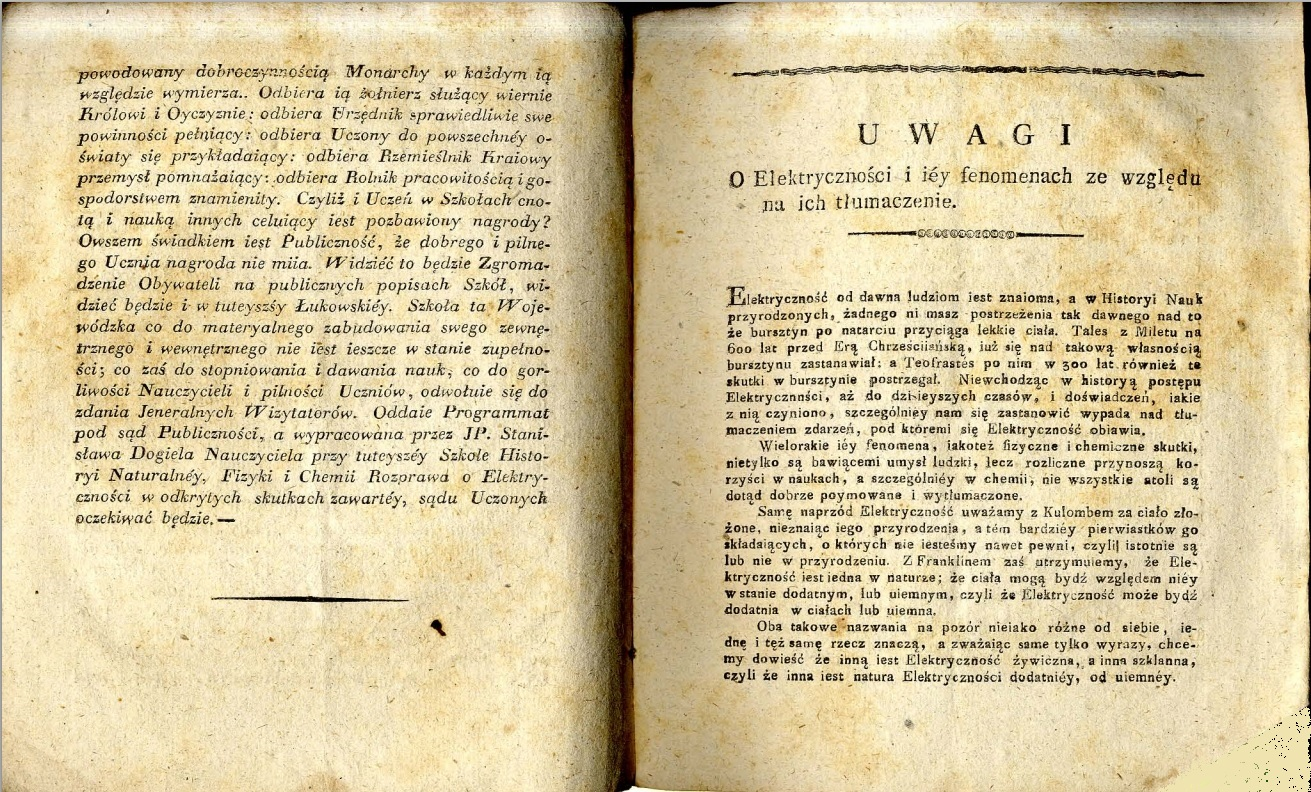
O elektryczności..., strona tytułowa pracy Stanisława Dogiela opublikowanej w Popisie publicznym uczniów Szkoły Wojewódzkiey w Łukowie pod dozorem XX. Pijarów będącey, Warszawa 1822

## Wybrane prace Stanisława Dogiela
- O elektryczności i jej fenomenach ze względu na ich tłomaczenie (1822)
- Rozprawa o wpływie nauk przyrodzonych na władze rozwijające się w początkach młodego wieku
- Spis roślin w ciągu trzech lat z uczniami klasy V i VI Szkoły Wojewódzkiej Sejneńskiej zebrany, porządkiem alfabetu ułożony (1830)
- Uwagi nad istotami przyrodzonemi a szczególnie nad roślinami (1830)